# Mikroregion Miroslavsko
Mikroregion Miroslavsko se rozkládá na severovýchodě okresu Znojmo, leží na hranici okresů Brno-venkov, Znojmo a Břeclav. Mikrogerion je zájmové sdružení obcí s centrem v Miroslavi.
Obce společně usilují o zlepšení regionálního rozvoje a hlavně cestovního ruchu.

## Obce sdružené v mikroregionu
- Damnice
- Dolenice
- Hostěradice
- Jiřice u Miroslavi
- Miroslav
- Miroslavské Knínice
- Skalice
- Suchohrdly u Miroslavi